# 1263
Het jaar 1263 is het 63e jaar in de 13e eeuw volgens de christelijke jaartelling.

## Gebeurtenissen
juni
- 12 - Wageningen krijgt van graaf Otto II van Gelre stadsrechten.

oktober
- 2 - Haakon IV landt op de kust van Schotland, ontmoet een Schots leger, en na een gevecht trekken beide partijen zich terug. De Slag bij Largs is de enige, onbeslist geëindigde, veldslag in de Schots-Noorse Oorlog.

zonder datum
- Het landgraafschap Hessen wordt gesticht, als afsplitsing van het landgraafschap Thüringen met Hendrik I als eerste landgraaf.
- Ook stadsrechten voor Goor, Montfort, Nieuwstadt.
- De écu wordt voor het eerst uitgebracht.
- Balliol College in Oxford wordt opgericht.
- oudst bekende vermelding: Corpoyer, Huijbergen

## Opvolging
- Litouwen: Mindaugas opgevolgd door zijn neef Treniota
- Namen: Hendrik V van Luxemburg opgevolgd door zijn dochter Isabella en dier echtgenoot Gwijde van Dampierre
- Noorwegen: Haakon IV opgevolgd door zijn zoon Magnus VI
- Trebizonde: Manuel I opgevolgd door zijn zoon Andronikos II
- grootvorst van Vladimir: Alexander Nevski opgevolgd door Jaroslav III van Tver

## Afbeeldingen

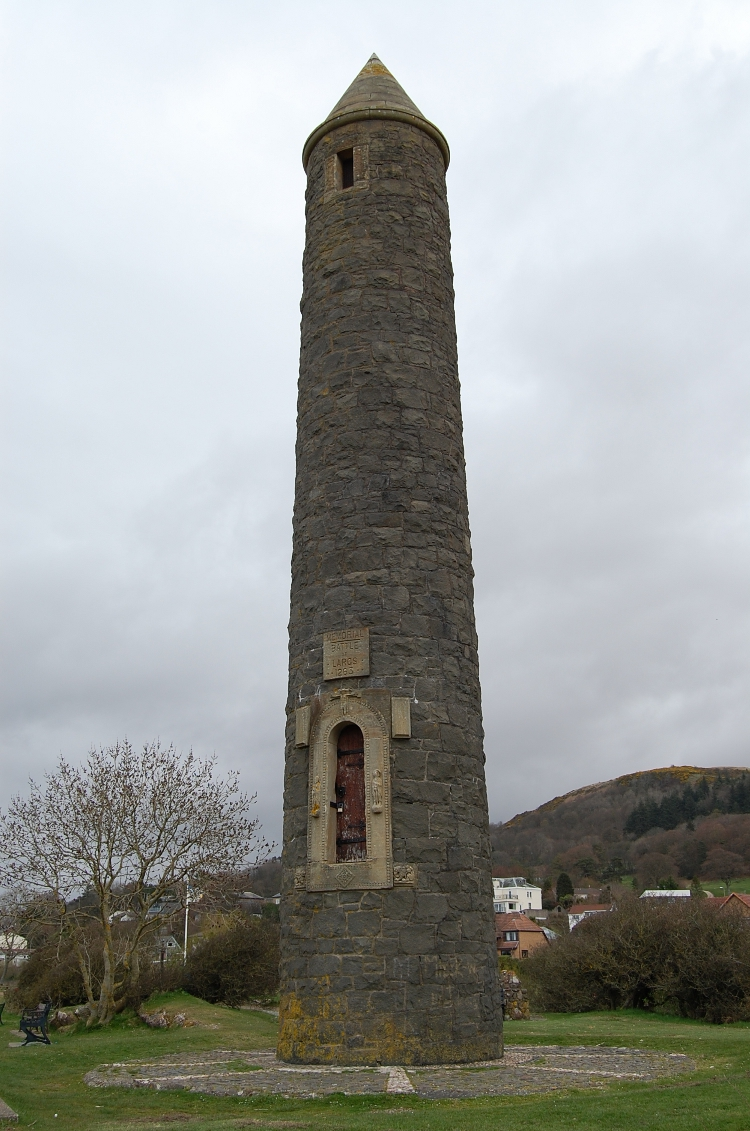
Monument voor de Slag bij Largs

## Geboren
- 22 januari - Ahmad ibn Tajmijja, Syrisch filosoof
- Azzo VIII d'Este, heer van Ferrara
- Napoleone Orsini, Italiaans kardinaal
- Theobald II, hertog van Lotharingen (1303-1312)

## Overleden

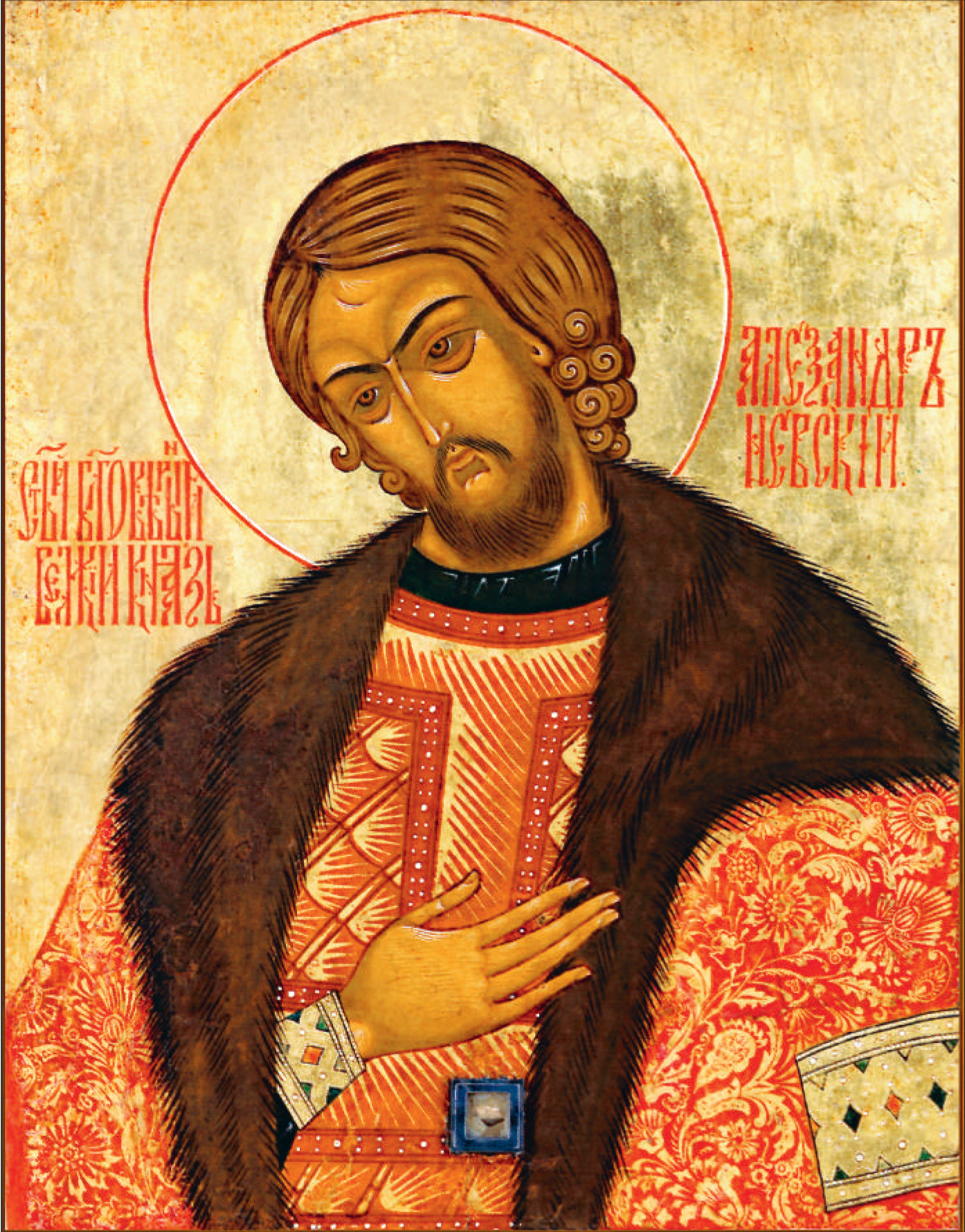
Sint Alexander Newski

- 7 januari - Agnes van Andechs-Meranië, echtgenote van Frederik II van Oostenrijk
- maart - Manuel I Megas Komnenos, keizer van Trebizonde (1238-1263)
- 11 september - Otto I van Tecklenburg, Duits edelman
- 12 september - Mindaugas, grootvorst en koning van Litouwen (ca. 1238-1263)
- 14 november - Alexander Nevski (43), grootvorst van Novgorod en Vladimir (1252-1263)
- 15 december - Haakon IV (~59), koning van Noorwegen (1217-1263)